# Embalse de Kajaki
El embalse de Kajaki se encuentra en el río Helmand, que desemboca en la cuenca endorreica del Sistán, en Afganistán, en la provincia de Helmand, en el Distrito de Kajaki, a 161 km al noroeste de Kandahar.
La presa, de materiales sueltos, tiene 100 m de altura y 270 m de longitud. Tiene una doble función, proveer de electricidad mediante una central hidroeléctrica de 151 MW, y regar una zona de unos 2000 km2 de desierto. La capacidad de almacenamiento del embalse es de 1.715.000.000 m3 (1,7 km3)

## Historia

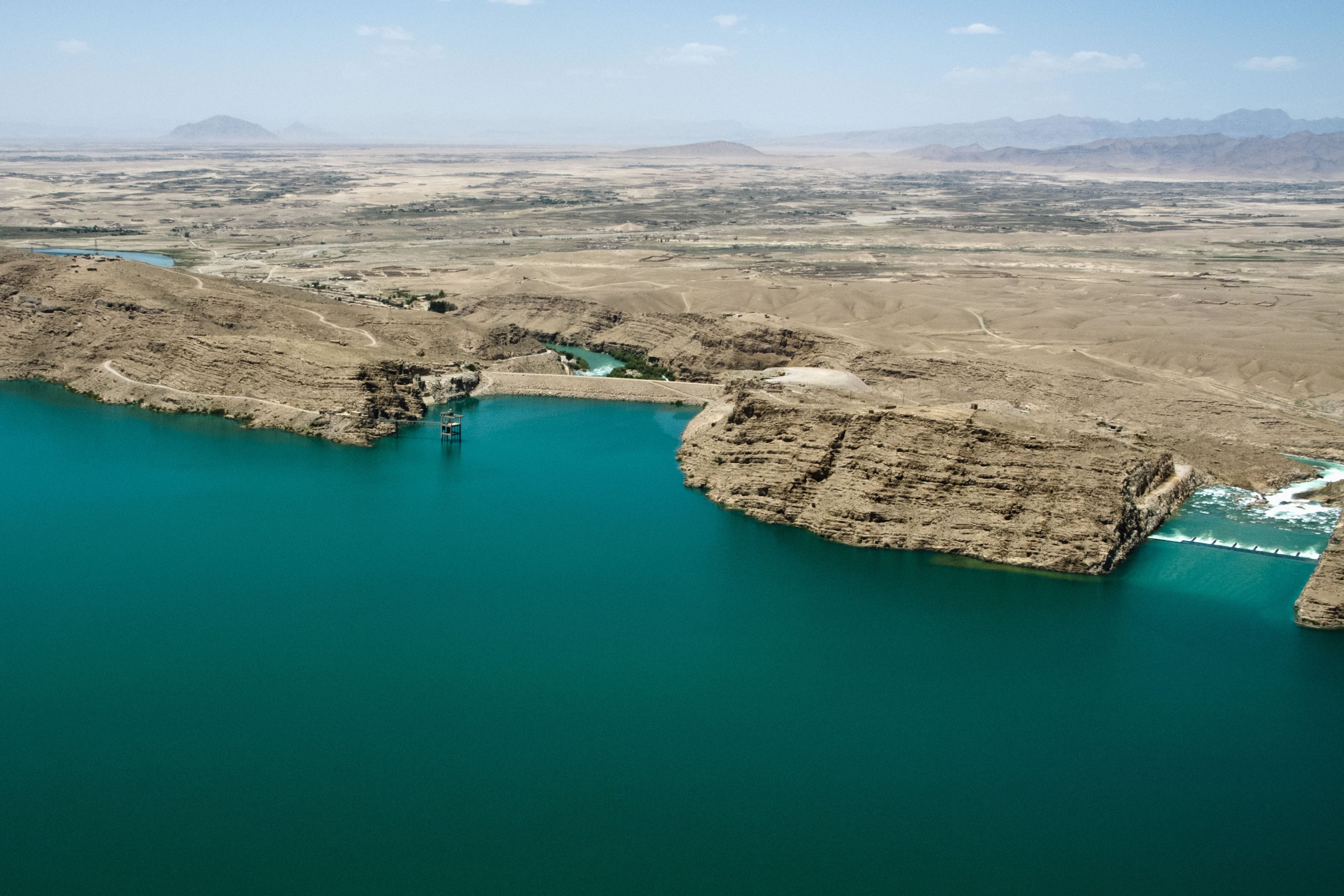
Embalse de Kajaki, donde se ve el aliviadero a la derecha

El diseño de la obra está terminado en 1950 y esta se realiza entre 1951 y 1953 por la empresa americana 
Morrison–Knudsen como parte de un proyecto gestado entre el gobierno de Afganistán y EE UU llamado "Helmand and Arghandab Valley Authority". En 1975, la Agencia de los Estados Unidos para el Desarrollo Internacional (USAID) propone la instalación de tres generadores de 16,5 MW, pero solo se instala uno. El proyecto de elevar la presa para alimentar las turbinas y la capacidad del embalse no llegan a realizarse antes de la invasión soviética de 1979. En 2001, la presa se convierte en objetivo de los bombardeos de EE UU. En 2005, con ayuda de la USAID, el Banco Mundial y otros, se rehabilita la presa y empiezan a restaurar los generadores. El segundo se contrata a la empresa China Machine Building International Corporation. Pero las obras no se acaban. En febrero de 2007, la presa es objeto de disputa entre las fuerzas de la coalición y la insurgencia talibán como parte de la Operación Kriptonita. De acuerdo al gobernador de la provincia, 
Assadullah Wafa, unos 700 insurgentes talibanes  (incluidos pakistaníes, chechenos y uzbecos) vienen del vecino Pakistán para luchar contra 300 soldados de la coalición occidental, la mayor parte alemanes y británicos.

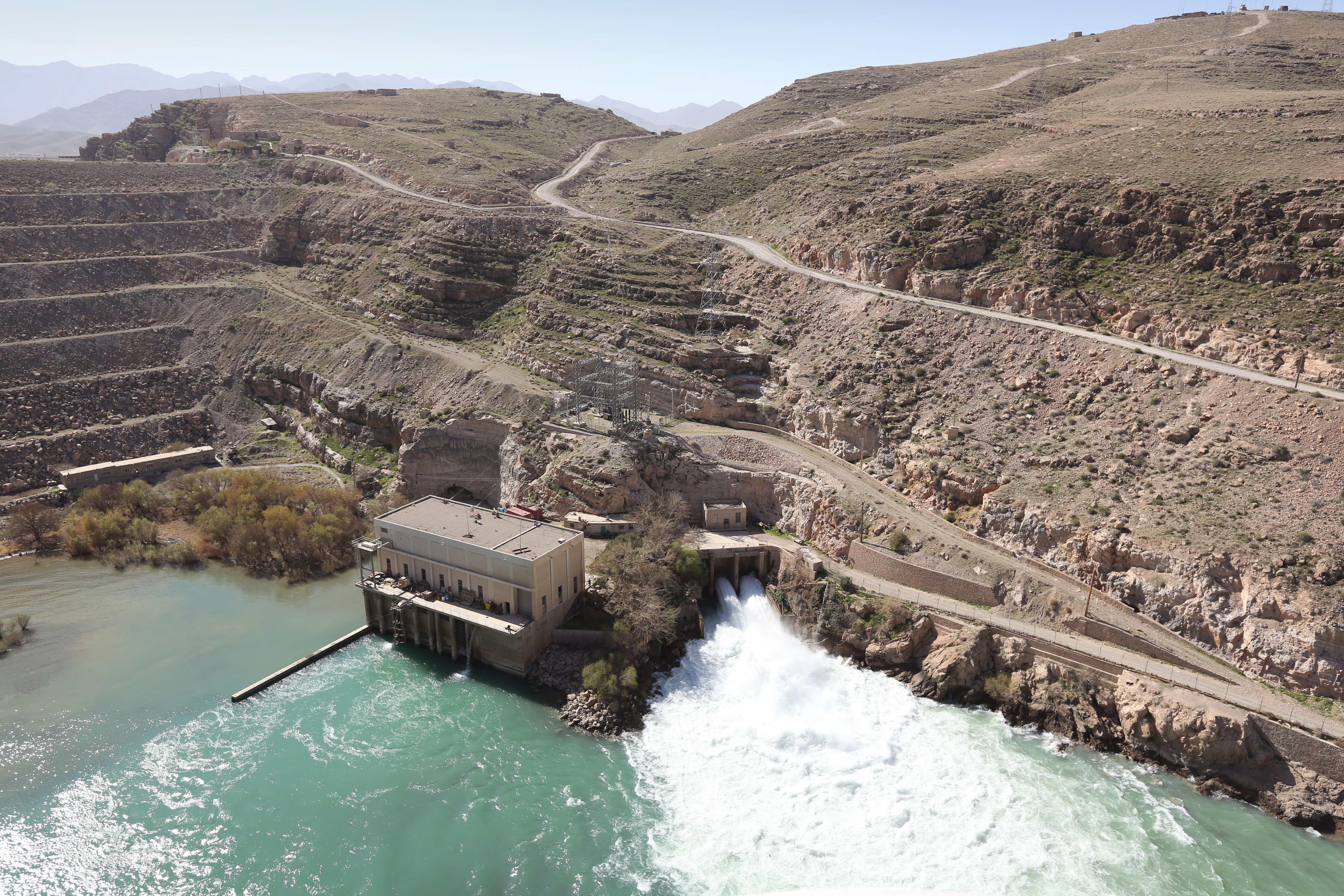
The Kajaki power station

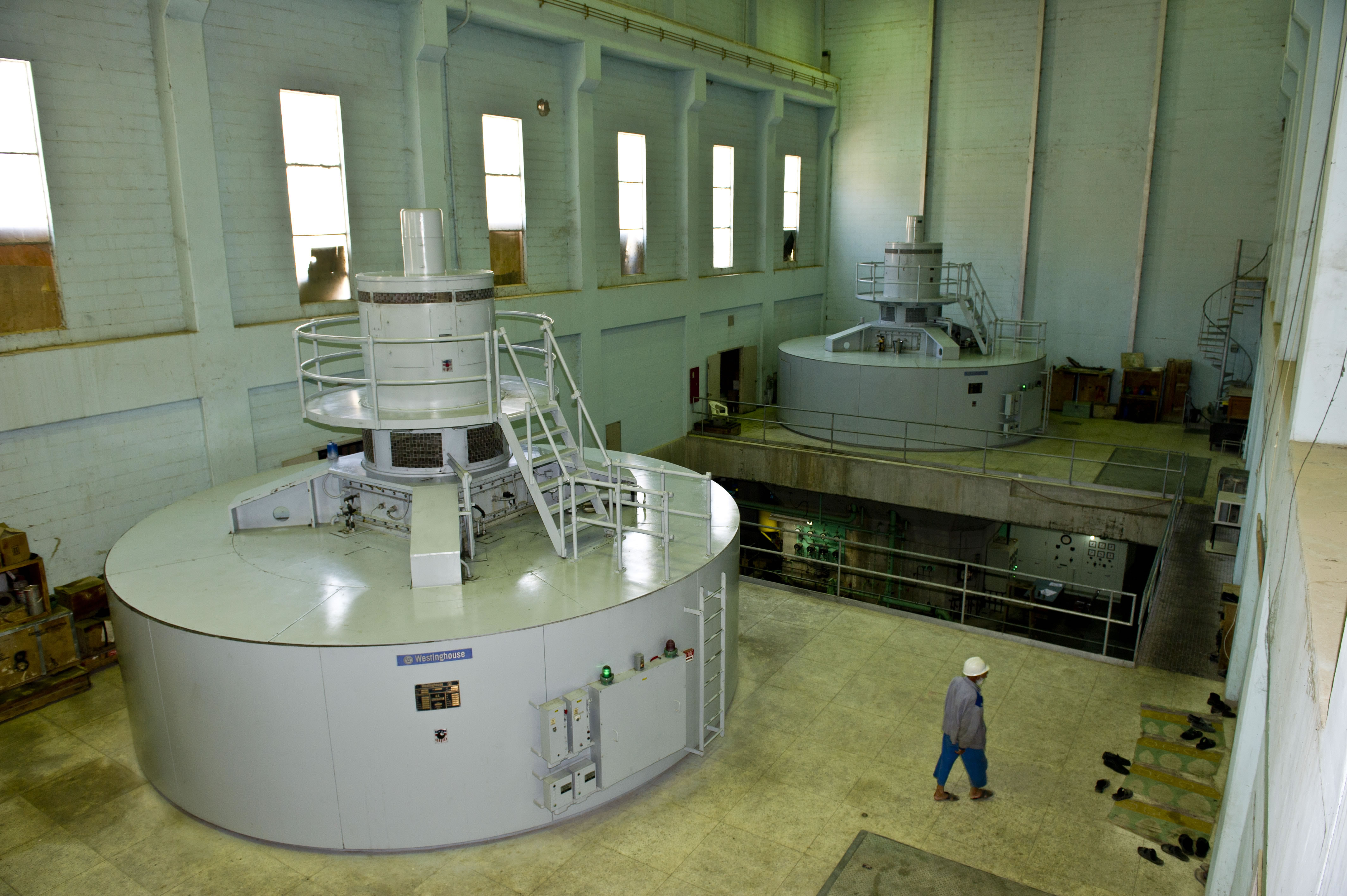
Inside the Kajaki power station

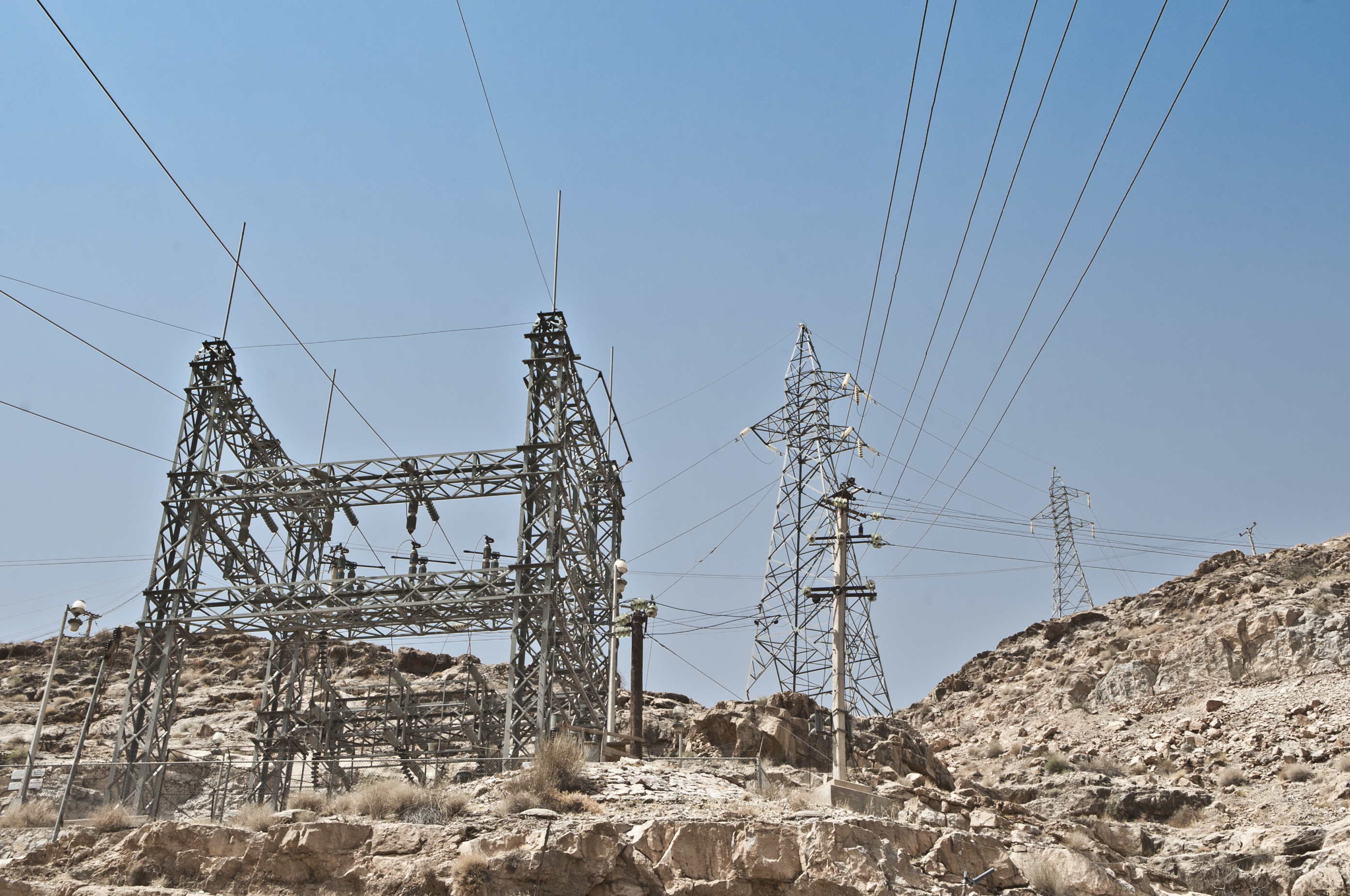
A series of power lines and substation connected to the Kajaki hydroelectric powerplant.

En 2008, un contingente de la Fuerza Internacional de Asistencia para la Seguridad y tropas afganas transportan la tercera turbina desde Kandahar. La operación, liderada por los británicos en la Operación Oqab Tsuka (cima del águila en pastún).  Pero la turbina no se acaba de instalar hasta 2016. Después de la intervención del Cuerpo de Ingenieros del Ejército de los Estados Unidos la estación entra a formar parte del SEPS (Southern Electrical Power System) y en 2022 la central genera 151 MW de electricidad.

## Suministro de agua
Según un acuerdo del Estado Imperial de Persia y el Reino de Afganistán en 1972-1973, Afganistán se compromete a liberar al menos 23 m3/s de agua al río, que entra en Irán en su desembocadura. En 1998, Afganistán detiene el flujo de agua a Irán mediante un canal que desvía el agua del río Helmand al lago salado de Goud-e-Zereh, en la cuenca del Sistán, en Afganistán, por debajo de los cinco lagos Hamún que recibían el agua primero y se encuentran en Irán. Como consecuencia, los lagos Hamun-e-Saberi, Hamun-e-Helmand y Hamun-e-Puzak se secan y la economía de la zona se resiente, junto con toda la fauna silvestre de estas zonas protegidas. En 2023, el presidente de Irán, Ebrahim Raisi solicita al embalse de Kajaki agua de emergencia para la provincia de Sistán y Baluchistán.

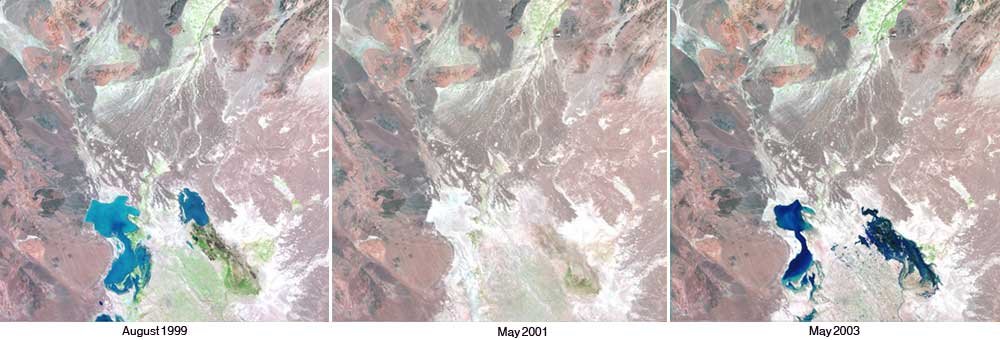
Time Series of Water in Lake Hamoun, Iran/Afganistán